# The Dragon of Wantley
The Dragon of Wantley (deutsch: ‚Der Drache von Wantley‘) ist eine burleske Oper (Originalbezeichnung: „Burlesque Opera“) in drei (ursprünglich zwei) Akten von John Frederick Lampe (Musik) mit einem Libretto von Henry Carey nach einer gleichnamigen Ballade. Sie wurde am 16. Mai 1737 im Little Theatre in the Haymarket in London uraufgeführt. Es handelt sich um eine Parodie auf die Gattung der italienischen Opera seria. Ihr großer Publikumserfolg besiegelte das Ende dieser von Georg Friedrich Händel in London angebotenen Opernform.

## Handlung

### Erster Akt
Ländliche Gegend
Landbewohner fliehen vor einem Drachen, der kurz darauf die Bühne überquert (Chor: „Fly, neighbours, fly“).
Ein Saal
Gaffer Gubbins und die Anwesenden sind entsetzt über die Verwüstungen, die der Drache anrichtet (Chor: „Houses and churches, to him are geese and turkies“). Seine Tochter Margery berichtet, dass der Drache die Bürgermeisterfamilie von ihrem Frühstück verscheucht und alles aufgefressen habe (Arie Margery: „But to hear the children mutter“). Um die Krise zu beenden, müsse man den Drachen töten. Sie kenne einen tapferen Ritter, der dazu in der Lage wäre (Arie Margery: „He’s a man ev’ry inch, I assure you“). Alle stimmen zu (Chor: „Let’s go to his dwelling“).
Moore-Hall

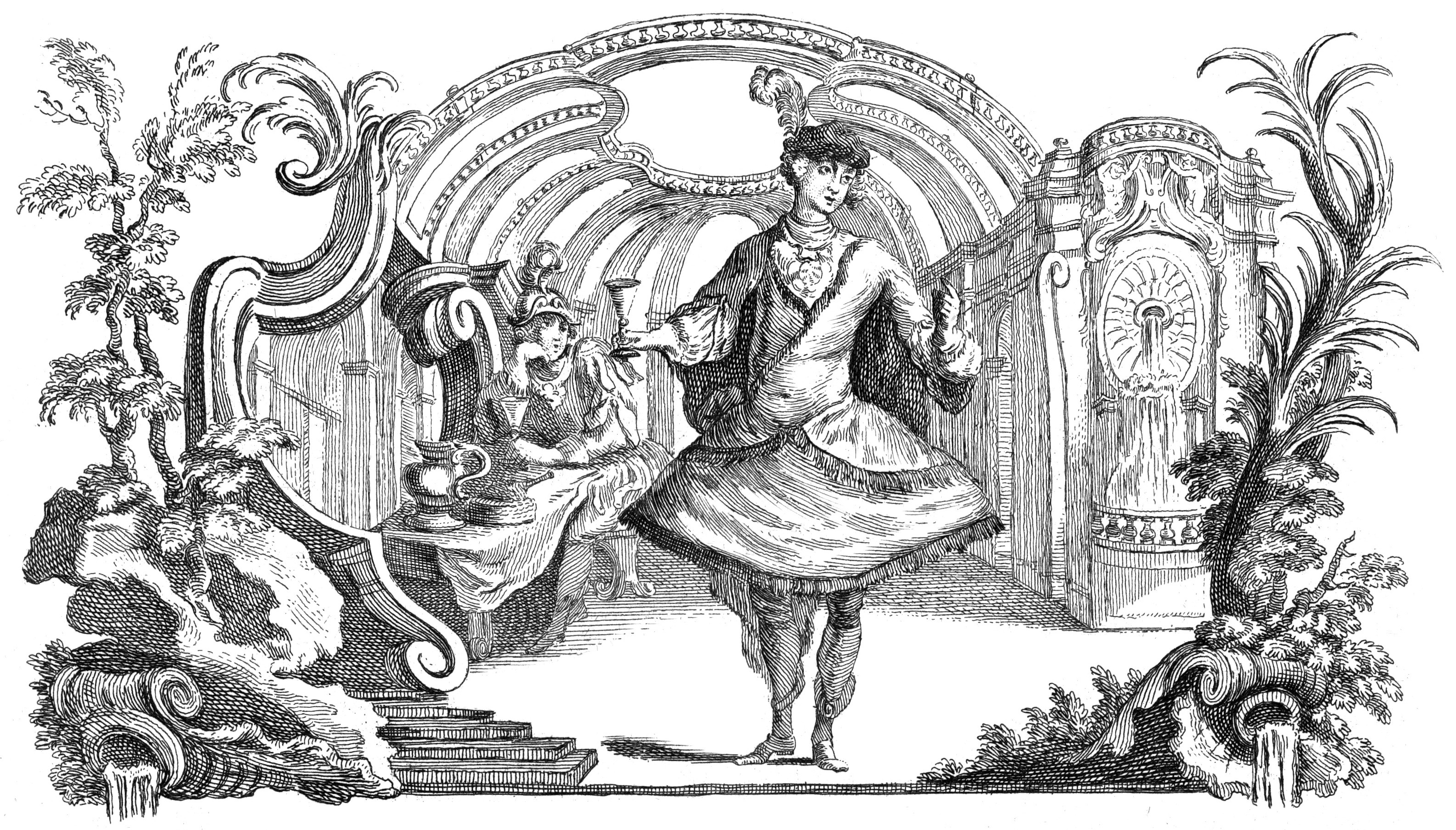
Moore schwenkt das Glas

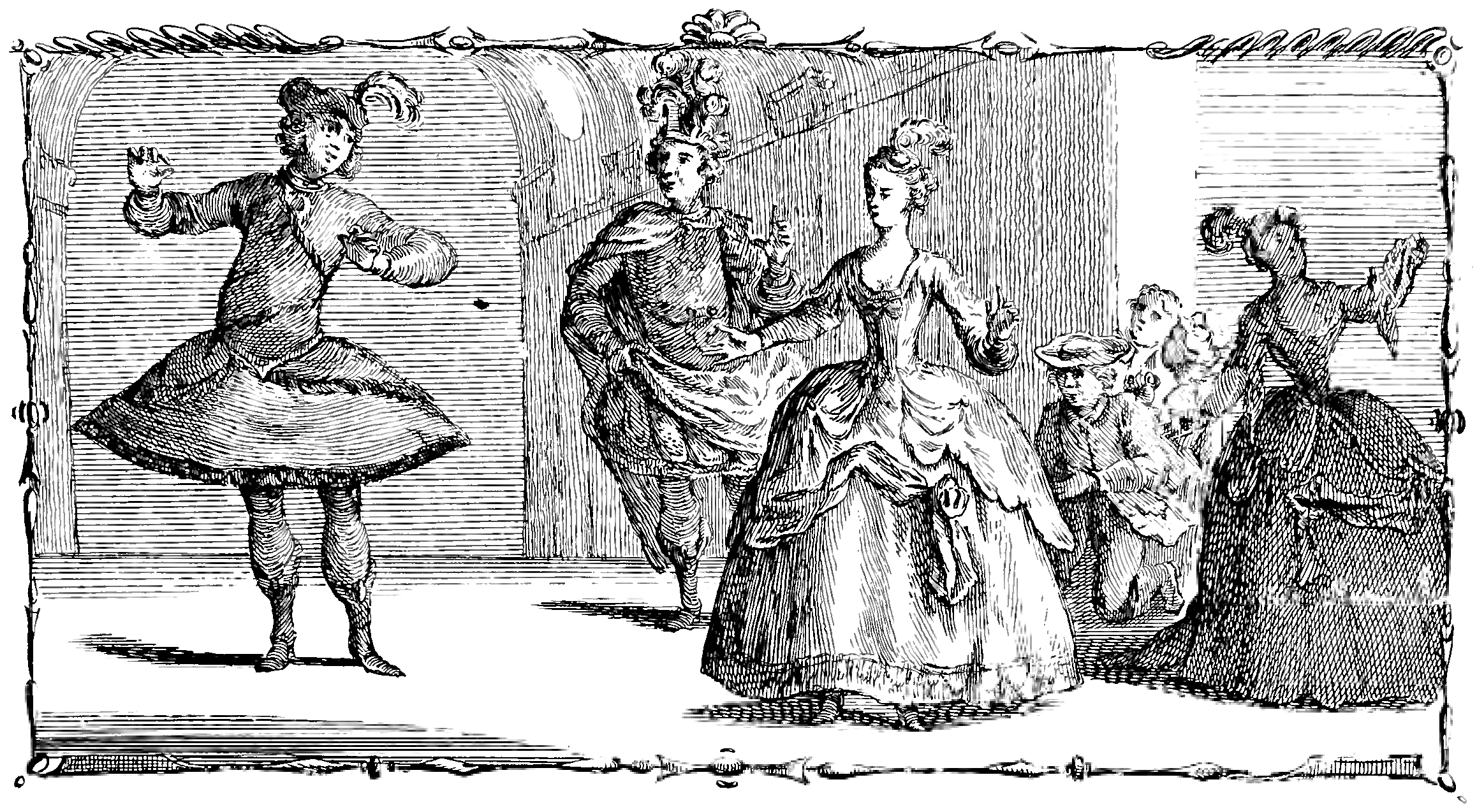
Moores Vereinbarung mit Margery

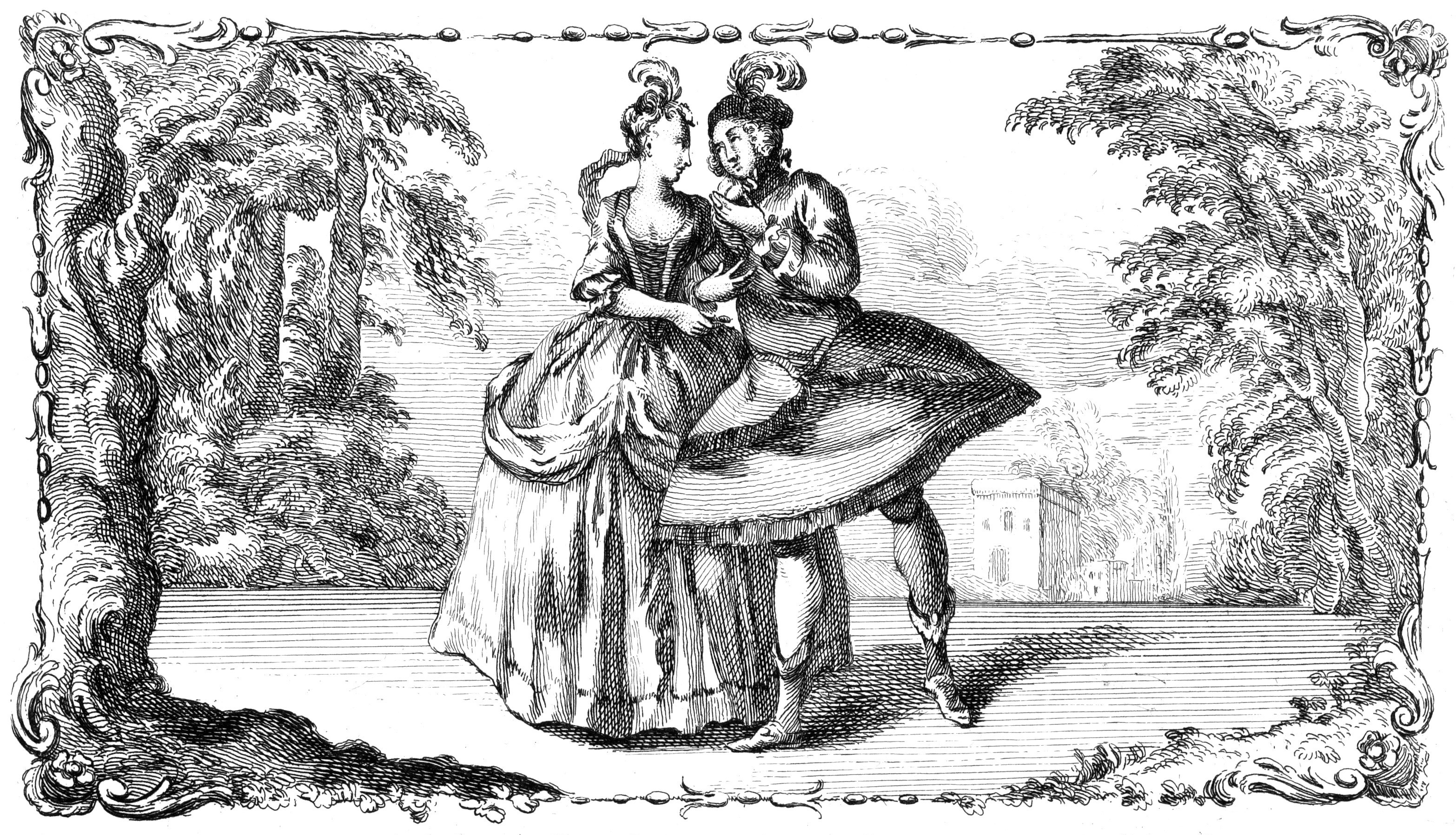
Moore beschwichtigt Mauxalinda

Der designierte Drachentöter Moore of Moore-Hall ist eigentlich eher ein Antiheld, der sich mit seinen Freunden betrinkt (Arie Moore: „Zeno, Plato, Aristotle, all were lovers of the bottle“), als Gubbins, Mauxalinda, Margery und die anderen eintreten und ihn anflehen, sie vor dem Drachen zu retten (Arie Margery: „Gentle knight! all knights exceeding“). Moore verliebt sich auf der Stelle in die schöne Margery. Er verspricht, den Drachen zu töten und ihr jeden Wunsch zu erfüllen, wenn sie die folgende Nacht mit ihm verbringt. Zum Ärger von Moores Verlobter Mauxalinda ist Margery sofort einverstanden (Arie Margery: „If that’s all you ask“). Moore schickt alle bis auf Margery hinaus, um seine Belohnung unverzüglich einzulösen (Duett Moore/Margery: „Let my dearest be near me“). Margery geht voraus. Als Moore ihr folgen will, kehrt Mauxalinda zurück und beschimpft ihn wütend, da er ihr beim letzten Weihnachtsfest die Ehe versprochen hatte. Sie zitiert sogar eine Zeile des von ihr belauschten Liebesduetts. So überführt, bleibt Moore nichts anderes übrig, als seinen Treueschwur zu erneuern (Arie Moore: „By the beer, as brown as berry“). Beide singen ein Liebesduett (Duett Moore/Mauxalinda: „Pigs shall not be so fond as we“).

### Zweiter Akt
Ein Garten
Margery klagt über einen Albtraum, in dem der Drache ihren Ritter in die Flucht geschlagen hat (Arie Margery: „Sure my stays will burst with sobbing“). Moore beruhigt sie nach einer zärtlichen Begrüßung mit einem Hinweis auf seine mit Stacheln versehene Rüstung. Da erscheint Mauxalinda. Sie hat ihre Rivalin keineswegs vergessen und droht ihr mit Prügeln, sollte sie weiterhin versuchen, ihren Verlobten zu verführen. Margery lässt sich jedoch nicht einschüchtern (Duett Mauxalinda/Margery: „Insulting gipsy, your surely tipsy“). Schließlich versucht Mauxalinda, ihre Rivalin mit einer Haarnadel zu erdolchen. Margery fällt in Ohnmacht. Moore kehrt gerade noch rechtzeitig zurück, um das Schlimmste zu verhindern. Er droht, Mauxalinda dem Richter auszuliefern. Daraufhin fleht sie so demütig um Gnade (Arie Mauxalinda: „O give me not up to the law“), dass sogar Margery versöhnt wird (Trio Mauxalinda/Moore/Margery: „Oh how easy is a woman“). Gubbins warnt vor der bevorstehenden Ankunft des Drachen, dessen Gebrüll bereits zu hören ist. Moore verzichtet auf ein Schwert oder andere Waffen. Ihm reicht ein kräftiger Schluck aus der Flasche („Six quarts of ale, and one of aquae-vitae“), um seine Kräfte zu stärken. Die Dorfbewohner unterstützen ihn darin (Chor: „Fill a mighty flagon, kill this monstrous dragon“).

### Dritter Akt
Ländliche Gegend in der Nähe der Drachenhöhle

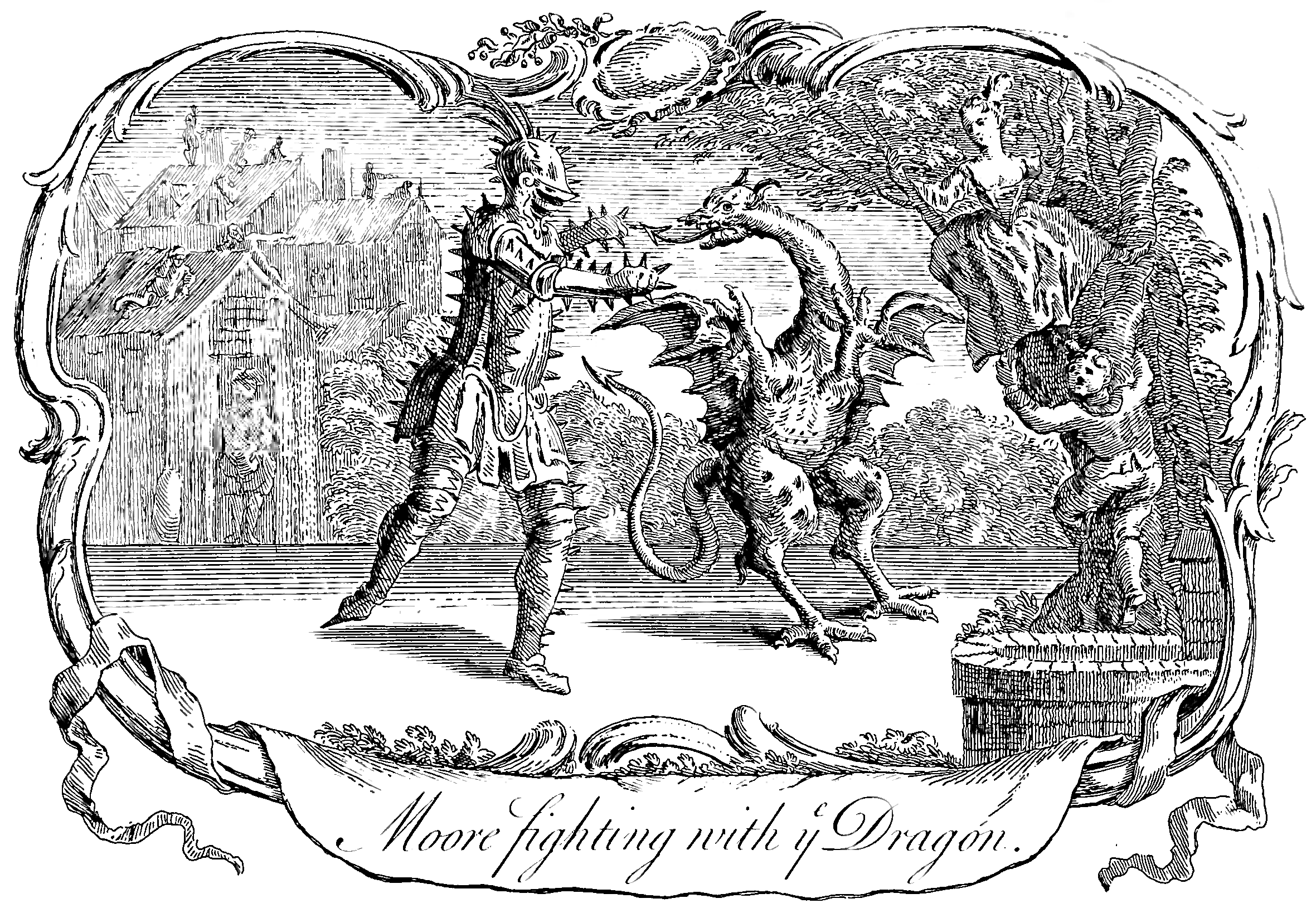
Moore kämpft mit dem Drachen

Moore ist jetzt bereit zum Kampf. Er verlangt einen letzten Kuss von Margery und schickt sie dann zur Sicherheit auf einen Baum, von dem sie den Kampf beobachten kann. Noch immer besorgt um ihre Sicherheit ruft er nach dem Drachen (Arie Moore: „Dragon! Dragon! thus I dare thee“) und versteckt sich in einem Brunnen. Der Drache will daraus trinken. Ihn stört aber der Gestank, der ihn an einen ekligen Hund erinnert. Moore erschreckt ihn mit einem „Buh!“-Ruf (Arie Drache: „Oho, Mr. Moore, you son of a whore“). Dann klettert er zügig aus dem Brunnen und erlegt den Drachen mit einem Tritt in den Hintern, während das Orchester ein „Battle Piece“ spielt. Die Landleute rufen „Huzza“, und Margery schließt ihren Helden in die Arme (Duett Moore/Margery: „My sweet honey suckle, my joy and delight“). Nach einem allgemeinen Freudentanz dankt Gubbins ihm und verspricht ihm die Hand seiner Tochter. Alle jubeln (Chor: „Sing, sing, and rorio, an oratorio“).

## Gestaltung
Wie die bekanntere Beggar’s Opera ist auch die Opernburleske The Dragon of Wantley eine Persiflage der italienischen Oper. Beide Werke übertragen die künstlerischen Konventionen und die übertriebene Darstellung von Gefühlen der Opera seria auf typisch englische Themen. Während die Beggar’s Opera jedoch als „Ballad Opera“ aus einer Abfolge volkstümlicher Lieder mit gesprochenen Dialogen besteht, ist der Dragon of Wantley musikalisch eine echte Opera seria mit Arien, Duetten, Chören im fugierten Stil und Rezitativen. Der seriöse Musikstil steht somit im extremen Gegensatz zu den übertrieben banalen Worten des Librettos.
George Hogarth widmete dem Dragon of Wantley in seinen 1851 erschienenen Memoirs of the Opera in Italy, France, Germany, and England einen längeren Abschnitt. Darin führte er einige Beispiele für die humorvolle Vertonung des Textes auf: Im Duett „Let my dearest be near me“ (Moore/Margery) wird die geplante Vernichtung des Drachen mit den Worten „I’ll work him, I’ll jerk him from nostril to tail“ beschrieben, bei denen die Solisten die Silbe „work“ in melismatischen Rouladen extrem auszieren. Das Streitduett „Insulting gipsy, Your surely tipsy“ (Margery, Mauxalinda) stellt die verschiedenen italienischen Musikformen zum Ausdruck von Zorn vor. Besonders komisch wirkt dabei das Wort „trollop“ (‚Schlampe‘), das sich die beiden Damen gegenseitig zuwerfen und am Schluss geradezu schreien. Margerys Klage zu Beginn des zweiten Akts („Sure my stays will burst with sobbing“) ist eine sorgfältig ausgearbeitete Arie mit starkem Gefühlsausdruck, auffälligen Modulationen und guten Orchestereffekten. Mauxalindas flehende Arie „O give me not up to the law“ wird nur von einem obligaten Violoncello (ohne Generalbass) begleitet. Sie ähnelt darin einigen Liedern Georg Friedrich Händels, der diese Technik von den Kantaten Alessandro Scarlattis übernommen hatte. Im dritten Akt fordert Moore den Drachen in einer rasenden Bavourarie heraus: „Dragon! Dragon! thus I dare thee“. Seine Sorge um Margery dagegen ist ein trauriges Largo. Der Drache antwortet mit rollendem Bass in der rohen Sprache der alten Ballade.:35ff Seine Arie „Oho, Mr. Moore, you son of a whore“ ist der Arie des Minos „Se ti condanno“ aus Händels Oper Arianna in Creta nachempfunden.

### Orchester
Die Orchesterbesetzung der Oper besteht aus zwei Oboen und einem vierstimmigen Streicher-Ensemble:33 mit Violinen I und II, Bratsche und Basso continuo.

### Musiknummern
Die Oper enthält laut Angabe im Libretto die folgenden Musiknummern (Angaben zur Besetzung laut Partiturausgabe von 1738):
Erster Akt
- Chor: „Fly, neighbours, fly“ – ‚Flieht, Nachbarn, flieht‘
- Chor: „Houses and churches, to him are geese and turkies“ – ‚Häuser und Kirchen sind für ihn Gänse und Truthähne‘
- Arie (Margery): „But to hear the children mutter“ – ‚Aber die Kinder jammern zu hören‘ (zwei Oboen, Streicher, Basso continuo)
- Arie (Margery):[A 1] „He’s a man ev’ry inch, I assure you“ – ‚Er ist jeden Zoll ein Mann, das versichere ich euch‘ (Basso continuo)
- Chor: „Let’s go to his dwelling“ – ‚Lasst uns zu seinem Haus gehen‘
- Arie (Moore): „Zeno, Plato, Aristotle, all were lovers of the bottle“ – ‚Zeno, Plato, Aristoteles, sie alle waren Liebhaber der Flasche’ (Streicher, Basso continuo)
- Arie (Margery): „Gentle knight! all knights exceeding“ – ‚Edler Ritter, der alle Ritter übertrifft‘ (Solo-Oboe, Streicher, Basso continuo)
- Arie (Margery): „If that’s all you ask“ – ‚Wenn das alles ist, worum du bittest‘ (Streicher, Basso continuo)
- Duett (Moore, Margery): „Let my dearest be near me“ – ‚Lass meine[n] Liebste[n] mir nahe sein‘ (Streicher, Basso continuo)
- Arie (Moore): „By the beer, as brown as berry“ – ‚Beim Bier, so braun wie Beeren‘ (Violinen unisono mit der Gesangsstimme, Basso continuo)
- Duett (Moore, Mauxalinda): „Pigs shall not be so fond as we“ – ‚Schweine werden nicht so glücklich sein wie wir‘ (Streicher, Basso continuo)

Zweiter Akt
- Arie (Margery): „Sure my stays will burst with sobbing“ – ‚Sicher wird mein Korsett vor Schluchzen platzen‘ (zwei Oboen, Streicher, Basso continuo)
  - „Oh I would not for any money this vile beast should kill my honey“ – ‚Oh, ich würde für kein Geld ertragen, sollte das Ungeheuer meine Liebste töten‘ (Violinen unisono mit der Gesangsstimme, Basso continuo)[A 2]
- Duett (Mauxalinda, Margery): „Insulting gipsy, Your surely tipsy“ – ‚Freche Schlampe, du bist wohl besoffen‘ (Streicher, Basso continuo)
- Arie (Mauxalinda): „O give me not up to the law“ – ‚Oh, liefere mich nicht dem Gesetz aus‘ (Solo-Violoncello)
- Trio (Mauxalinda, Moore, Margery): „Oh how easy is a woman“ – ‚Oh wie einfach ist eine Frau‘ (fehlt in der Partiturausgabe von 1738)
- Chor: „Fill a mighty flagon, kill this monstrous dragon“ – ‚Fülle eine mächtige Flasche, Töte diesen monströsen Drachen‘

Dritter Akt
- Arie (Moore): „Dragon! Dragon! thus I dare thee“ – ‚Drache, Drache! Ich fordere dich heraus‘ (Streicher, Basso continuo)
- Arie (Drache): „Oho, Mr. Moore, you son of a whore“ – ‚Oho, Mr. Moore, du Sohn einer Hure’ (zwei Oboen, Violinen, Basso continuo)
- Duett (Moore, Margery): „My sweet honey suckle, my joy and delight“ – ‚Meine süße Heckenkirsche, meine Freude und Lust’ (Streicher, Basso continuo)
- Chor: „Sing, sing, and rorio, an oratorio“ – ‚Sing, sing und rorio, ein Oratorio‘

## Werkgeschichte

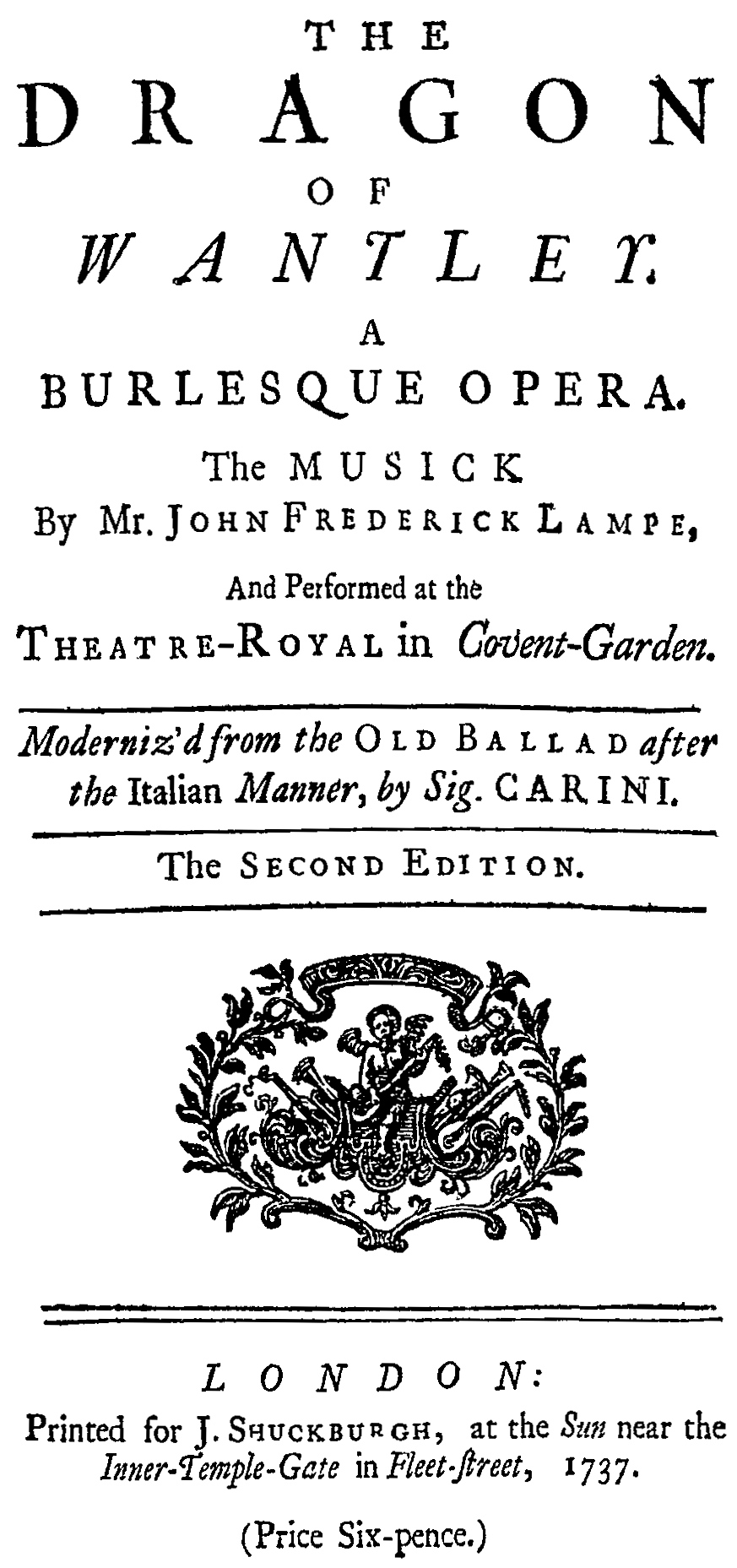
Titelblatt der zweiten Ausgabe des Librettos, London 1737

The Dragon of Wantley von 1737 war der erste große Erfolg des deutsch-britischen Komponisten und Fagottisten John Frederick Lampe. Er hatte zu diesem Zeitpunkt bereits ungefähr zehn Jahre im Orchester des King’s Theatre gespielt, an dem bis 1734 auch Georg Friedrich Händel wirkte und wo viele von dessen Opern uraufgeführt wurden. Lampe war daher gut mit Händels Musik vertraut. Das Libretto des Dragon of Wantley erstellte der Dichter Henry Carey in enger Zusammenarbeit mit Lampe. Es basiert auf der Legende des Moore of Moore Hall und des Drachen von Wantley oder Wharncliffe aus Careys Heimat bei Rotherham (Yorkshire). Eine Balladen-Fassung über dieses Sujet war 1699 in Thomas d’Urfeys Sammlung Wit and Mirth, or Pills to Purge Melancholy und 1723 in Ambrose Phillips’ A Collection of Old Ballads erschienen und hatte in dieser Form größere Verbreitung erhalten. Die Idee zu einer Opern-Burleske über dieses Thema stammt vermutlich von James Ralph, der 1728 eine Zusammenfassung in seinem humoristischen Stadtführer The Touchstone veröffentlichte.
Einigen Autoren zufolge handelt es sich um eine Parodie von Händels im Februar 1737 am Covent Garden uraufgeführter Opera seria Giustino, in welcher der Titelheld ein Meeresungeheuer tötet. Das würde zeitlich jedoch nur passen, wenn die Autoren den Text nachträglich überarbeitet hätten, da sie die Oper offenbar bereits 1734/1735 dem Impresario des Theatre Royal Drury Lane, Charles Fleetwood, anboten.:375
Die Uraufführung fand am 16. Mai 1737 im Little Theatre in the Haymarket in einer zweiaktigen Fassung statt, mit Henry Theodore Reinhold (Drache), Thomas Salway (Moore of Moore-Hall), Isabella Young (Margery) und Esther Young (Mauxalinda). Dort hatte sie keinen großen Erfolg. Das änderte sich drastisch, nachdem die Produktion am 26. Oktober desselben Jahres:375 vom Covent Garden übernommen wurde. Dort wurde sie in ihrer endgültigen dreiaktigen Form gespielt und übertraf mit 69 Vorstellungen sogar die populäre Beggar’s Opera.:393 König Georg II. sah mehrere Aufführungen, der zeitgenössische Musikhistoriker Charles Burney hielt das Werk für ein „exzellentes humoristisches Stück“, und einem Brief von Lord Wentworth vom 14. Januar 1738 an seinen Vater zufolge hielt sogar Händel „die Komposition der Melodien für äußerst gelungen“.:252 Der große Erfolg besiegelte letztlich das Ende der durch die Beggar’s Opera bereits angeschlagenen italienischen Oper Händels in London. Händel konnte ihm mit seiner am 3. Januar 1738 im King’s Theater uraufgeführten Oper Faramondo nichts mehr entgegensetzen.:257 Er wandte sich nun verstärkt dem englischsprachigen Oratorium zu und näherte sich in seinen letzten Opern Serse, Imeneo, und Deidamia selbst der komischen Oper an.
Im Vorwort schrieb der Librettist Carey, wie viel Vergnügen ihm und Lampe die Arbeit an der Oper bereitete:

“Many joyous Hours have we shared during its Composition, chopping and changing, lopping, eking out, and coining of Words, Syllables, and Jingle, to display in English the Beauty of Nonsense, so prevailing in the Italian Operas.”

„Wir verbrachten viele fröhliche Stunden mit der Komposition, wobei wir Wörter, Silben und Verse zerschnitten, stutzten, verlängerten und erfanden, um auf Englisch die Schönheit des Unsinns darzustellen, der in den Italienischen Opern so überwiegt.“

Der Dragon of Wantley ist die einzige vollständig erhaltene Oper Lampes. Die Partitur ohne Rezitative erschien 1738 in London im Druck. Die Rezitative sind als Manuskript erhalten. George Bickham veröffentlichte einige Arien mit Illustrationen in The Musical Entertainer. Innerhalb kürzester Zeit erschienen insgesamt vierzehn Nachdrucke des Librettos. Die Oper hielt sich bis 1782 auf der Bühne. Unautorisierte Produktionen gab es in Drury Lane und in Bartholomew Fair (Smithfield), wo die Oper von „Liliputanern“ gespielt wurde.

Notenblätter aus The Musical Entertainer
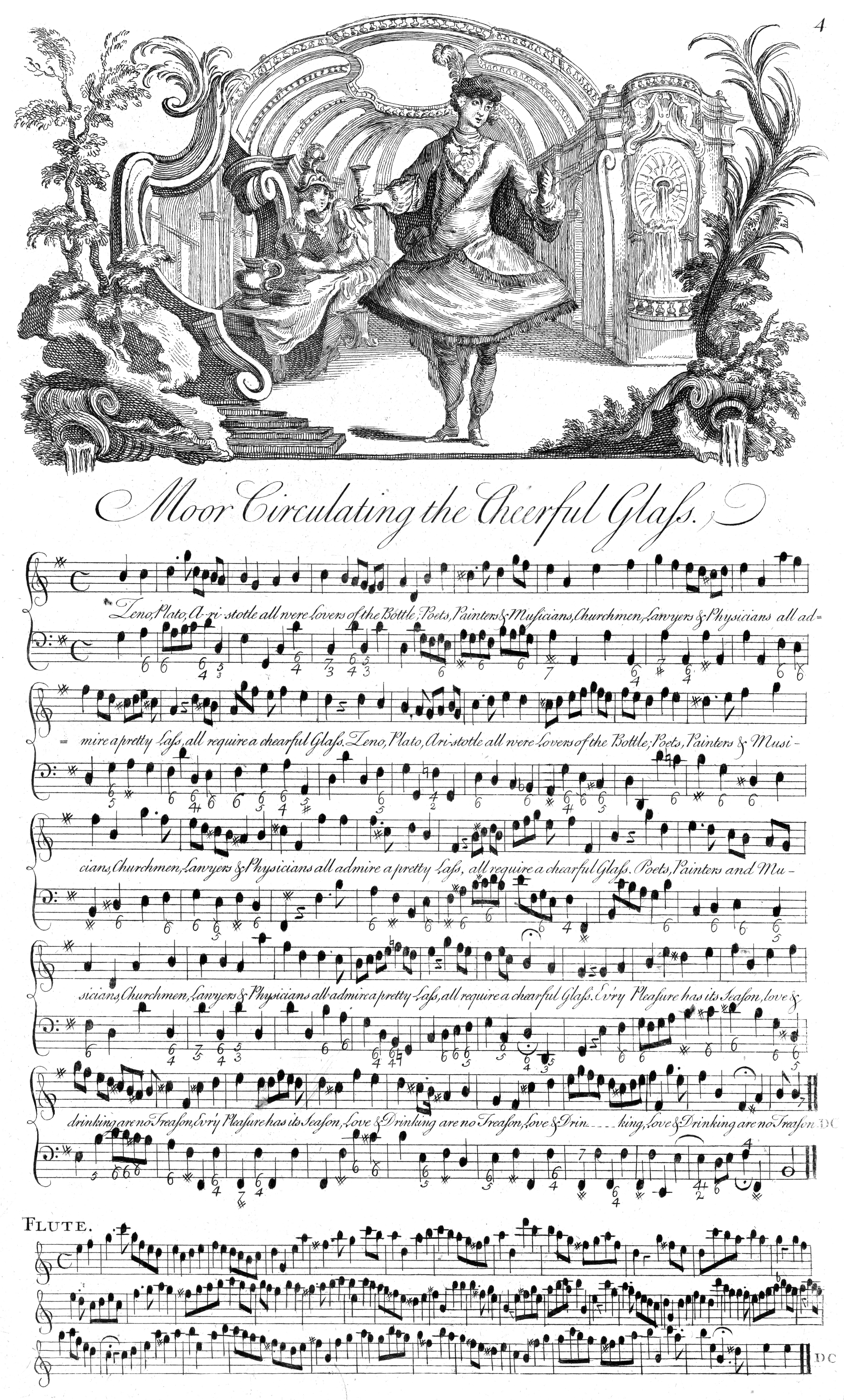
Moor[e] Circulating the Cheerful Glass „Zeno, Plato, Aristotle all were Lovers of the Bottle“
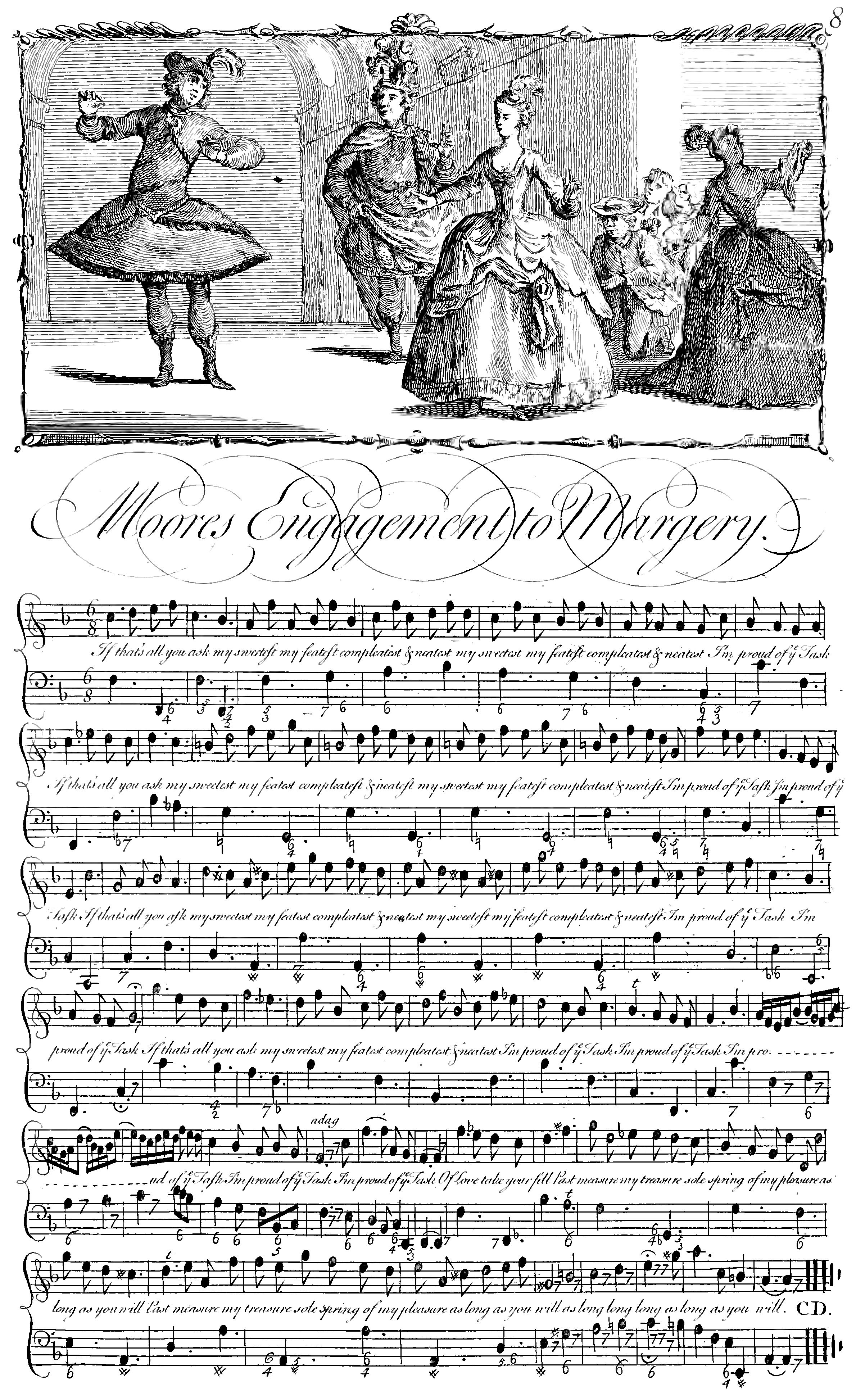
Moores Engagement to Margery „If that’s all you ask“
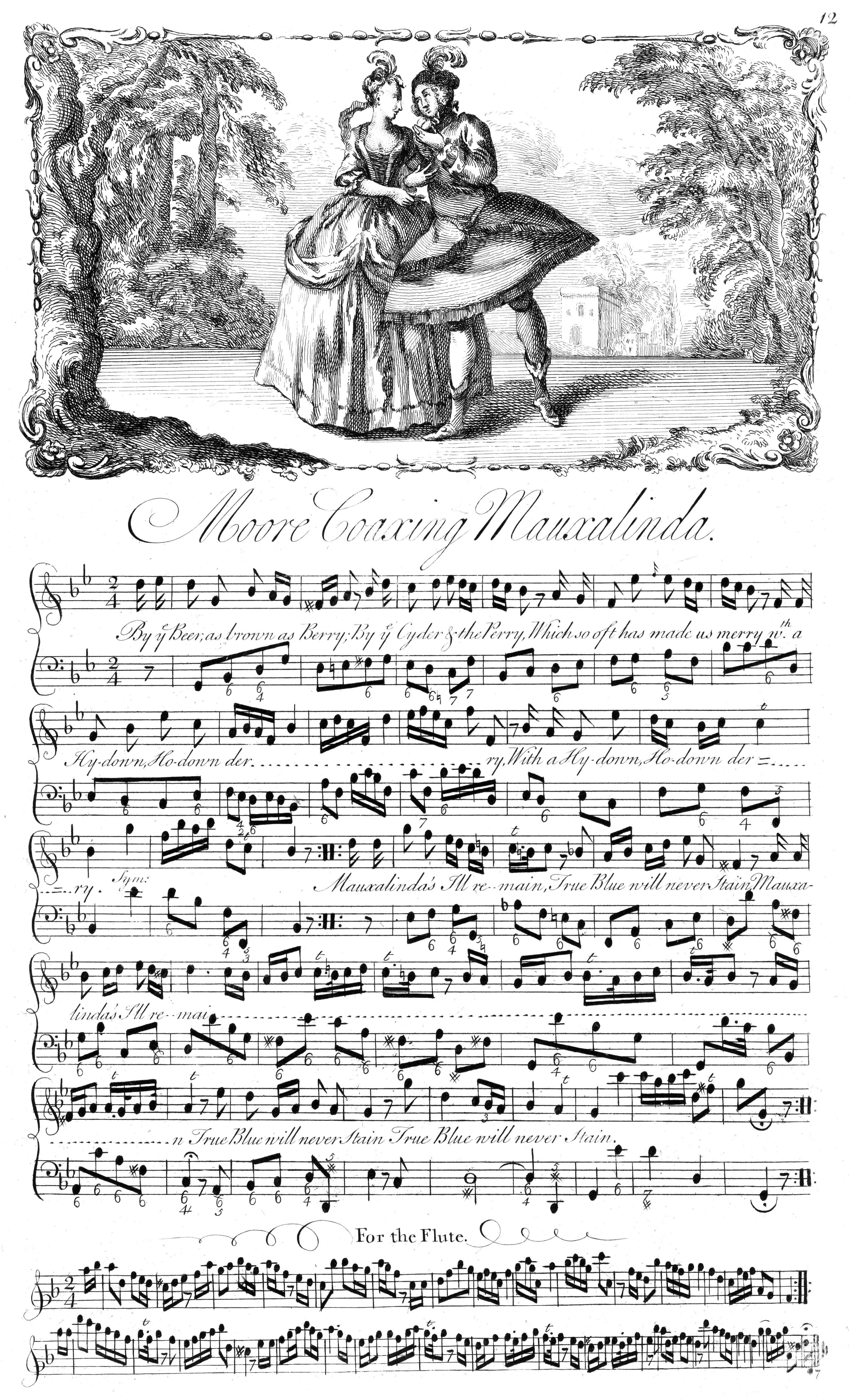
Moore Coaxing Mauxalinda „By the Beer, as brown as Berry“
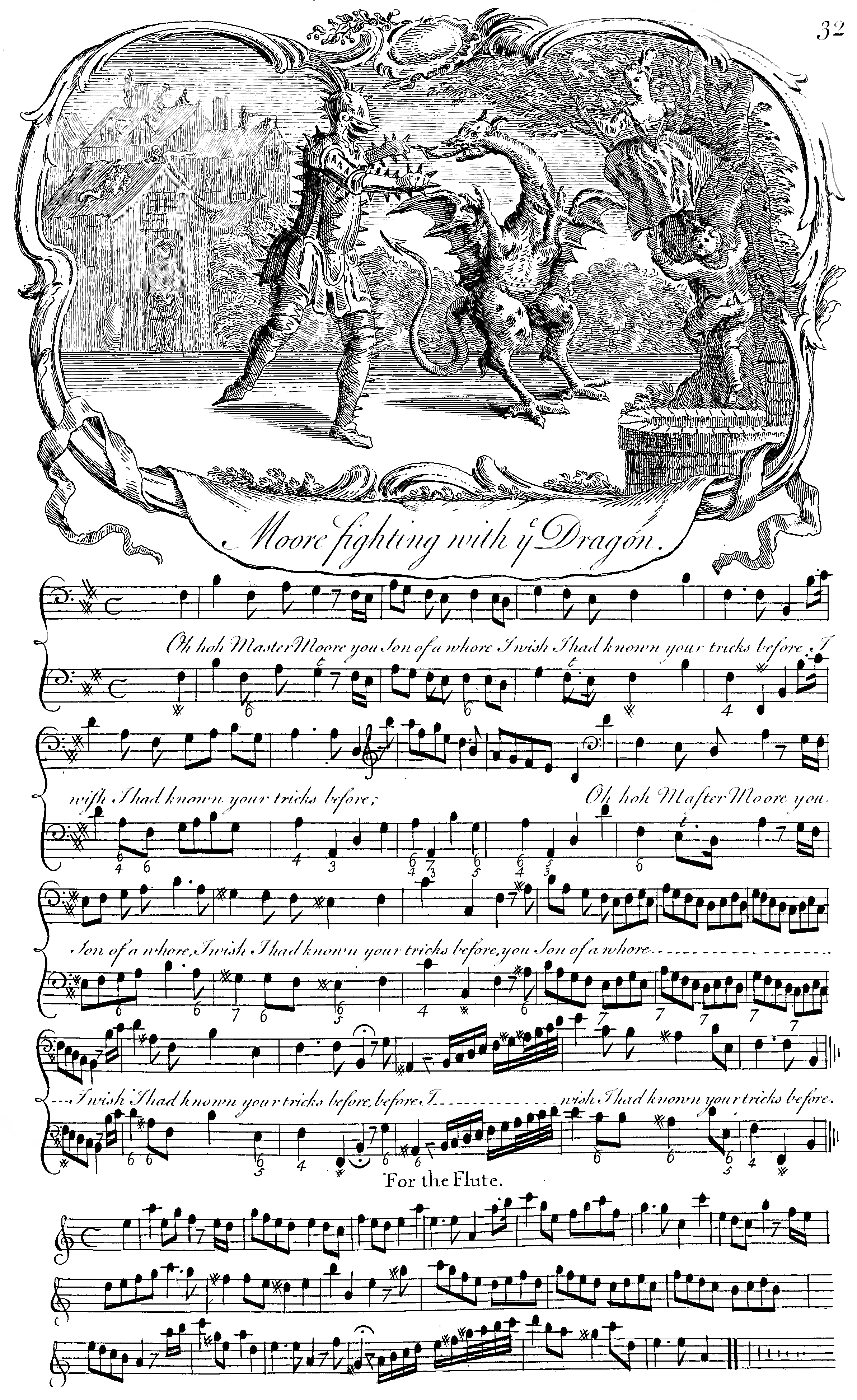
Moore fighting with ye Dragon „Oh hoh Master Moore“

Eine Fortsetzung derselben Autoren mit dem Titel Margery, or, a Worse Plague than the Dragon wurde 1738 am Covent Garden mit gutem Erfolg gespielt.:38
Auch in neuerer Zeit wurde das Werk einige Male aufgeführt:
- 2007: Musikfestspiele Potsdam Sanssouci im Schlosstheater (Inszenierung: Jack Edwards; Akademie für Alte Musik Berlin unter Gary Cooper, Live-Übertragung auf Deutschlandradio Kultur).[11]
- 2008: Festival „Theater in der Kulturfabrik“ Helfenberg, deutsche Bearbeitung unter dem Titel Der Drache von Helfenberg (Inszenierung: Beverly Blankenship, Dirigent: William Mason).[12]
- 2011: Kleines Schauspielhaus Wuppertal, deutsche Bearbeitung unter dem Titel Der Drache vom Dönberg (Inszenierung: Iwona Jera; Dirigent: Boris Brinkmann).[13]
- 2015: London Handel Festival am St George’s Hanover Square (Inszenierung: Anne Allen; Ars Eloquentiae, Dirigent: Chad Kelly).[14]
- 2018: Summer Festival Opera der University of Birmingham (Studentenaufführung).[15]

## Aufnahmen
- 23. Juni 2007 – Gary Cooper (Dirigent), Akademie für Alte Musik Berlin.
 Nicholas Warden (Drache), Daniel Auchincloss (Moore of Moore-Hall), Michael Bundy (Gaffer Gubbins), Joana Seara (Margery), Tamsin Dalley (Mauxalinda).
 Live aus dem Schlosstheater Sanssouci in Potsdam.
 Live-Übertragung im Deutschlandradio Kultur.[16][11]